# Ларюшин, Евгений Иванович
Евгений Иванович Ларюшин (14 января 1934 — 3 апреля 1985) — советский лётчик-испытатель ОКБ Н. И. Камова, старший лейтенант запаса. Заслуженный лётчик-испытатель СССР (1978). Герой Советского Союза (1982).

## Биография
Евгений Ларюшин родился 14 января 1934 года в деревне Кочема (ныне Егорьевский район Московской области) в семье служащего.
В 1952 году окончил Егорьевский аэроклуб, в том же году был призван в Советскую Армию. В 1956 году окончил Омское военно-авиационное училище лётчиков. Служил в строевых частях ВВС СССР (бомбардировочная авиация). С 1959 года старший лейтенант Е. И. Ларюшин — в запасе.
В 1960 году окончил вертолётное отделение Школы лётчиков-испытателей.
С июля 1960 года — на лётно-испытательной работе в ОКБ Н. И. Камова, где Е. И. Ларюшин поднял в небо и провёл испытания вертолётов Ка-25К (6 мая 1967 года), Ка-29 (28 июля 1976 года), а также принимал участие в испытаниях Ка-25, Ка-26, Ка-27, Ка-32, Ка-50 («Чёрная акула») и других вертолётов.
В 1966 году окончил Московский авиационный институт.
В 1974 году вступил в КПСС.
17 августа 1978 года Е. И. Ларюшину присвоено звание «Заслуженный лётчик-испытатель СССР».
26 марта 1982 года Указом Президиума Верховного Совета СССР за мужество и героизм, проявленные при освоении новой военной техники, старшему лейтенанту запаса Евгению Ивановичу Ларюшину присвоено звание Героя Советского Союза с вручением ордена Ленина и медали «Золотая Звезда» (№ 11 470).
Жил в городе Люберцы Московской области.
3 апреля 1985 года Е. И. Ларюшин погиб при выполнении испытательного полёта на вертолёте В-80 (прототип вертолёта Ка-50 «Чёрная акула», бортовой номер 01) на аэродроме в Люберцах. В самом конце придуманного им боевого манёвра произошло столкновение лопастей вертолёта и его падение.

Могила Ларюшина на Кунцевском кладбище.

Похоронен в Москве на Кунцевском кладбище.
16 октября 2020 года заседание Совета депутатов городского округа Люберцы принято решение о присвоении имени Евгения Ивановича Ларюшина новой улице в городе Люберцы на территории строящегося жилого комплекса «Жулебино Парк».

## Награды
- Герой Советского Союза (1982)
- Заслуженный лётчик-испытатель СССР (1978)
- Два Ордена Ленина
- Орден Красной Звезды
- Юбилейная медаль «40 лет Вооружённых Сил СССР»

## Память
- На здании школы, в которой учился Герой в Егорьевске, установлена мемориальная доска.
- Именем Е. И. Ларюшина назван бульвар в Егорьевске и школа в Люберцах.
- В 2011 году вертолёту Ка-32А11ВС авиации МЧС России было присвоено имя «Евгений Ларюшин»[4].
- В честь Е. И. Ларюшина названа улица Лётчика Ларюшина в Люберцах, расположенная на территории жилого комплекса Жулебино Парк.